# Microdon caeruleus
Microdon caeruleus är en tvåvingeart som beskrevs av Enrico Adelelmo Brunetti 1908. Microdon caeruleus ingår i släktet myrblomflugor, och familjen blomflugor. Inga underarter finns listade i Catalogue of Life.